# Ривз, Стив
Стивен Лестер Ривз (англ. Steven Lester Reeves; 21 января 1926 — 1 мая 2000) — американский культурист и актёр.

## Ранние годы
Стив Ривз родился в Гласгоу, Монтана, 21 января 1926 года и был единственным ребенком у Голден и Лестера Ривзов. В 1940 году начал заниматься с отягощениями по собственной программе в зале Эдда Ярика в Окленде, Калифорния. Стив окончил Высшую школу Каслмонта в 1944 году, и 12 сентября того же года был призван в армию. После полугодовой подготовки его подразделение уже воевало на Филиппинах. Рядовым 25-й пехотной дивизии США он участвовал в битве при Балет Пасс. 18 сентября 1946 года Стив Ривз вернулся в США. Уволившись со службы, он сразу же отправился в Окленд к культуристу и тренеру Эдду Ярику, чтобы в его зале продолжить тренировки.

## Личная жизнь
На протяжении жизни у Стива Ривза было три брака. Впервые он женился в 1955 году на девушке по имени Сандра Смит. Пара развелась спустя год женитьбы. Второй брак состоялся в 1963 году с девушкой по имени Элин. Брак продлился 26 лет, до 1989 года, когда умерла его супруга. Третий раз Стив Ривз женился на девушке по имени Дебора и продлился он до смерти Стива в 2000 году. Ни от одного из браков у Стива детей не было.

## Карьера

### Карьера культуриста
В декабре 1946 года, всего через три месяца после возвращения, Стив выступил на своих первых соревнованиях «Мистер Тихоокеанское побережье» в Портленде, которые выиграл. В мае 1947 года Стив выиграл соревнования «Мистер Западная Америка», проведённые в Лос-Анджелесе, завоевав в том числе отдельные награды за лучшие руки, лучшую грудь и лучшие ноги культуриста. Месяцем позже 21-летний Ривз стал самым молодым в истории обладателем титула «Мистер Америка», победив 35 соперников, включая будущих звёзд Джорджа Эйфермана, который был «Мистером Америка» 1949 года, и Джона Фарботника — «Мистера Америка» и «Мистера Мира» 1950 года.
В этот период Стив Ривз становится на следующие почти 20 лет основной звездой так называемого Побережья мускулов в Венисе, Калифорния. На пляжах он производит ошеломляющее впечатление на людей, впервые увидевших культуриста, в то, новое для спорта культуризм время. За ним ходят толпы удивленных людей, благодаря его приятной внешности и невиданной до этого, гипертрофированной мускулатуре. Редактор журналов о бодибилдинге Билл Говард о Стиве Ривзе:
Сам я попал на Побережье Мускулов в 1963 году. Тогда мне стукнуло 14 лет. В поисках приключений я оставил родительский дом и прямиком отправился в Калифорнию. Туда меня звал обожаемый мной бодибилдинг... Никогда не забуду тот самый первый день. Рано утром я вышел на пляж и подошел к ближайшей спортивной площадке. И тут я увидел… Культуриста. Даже спустя столько лет я не могу не написать это слово с заглавной буквы. Он был необыкновенно широк в плечах, с могучими, словно высеченными из камня руками. Ну а лицо... Когда я вгляделся в него, я остолбенел. Это был Стив Ривз!
В 1948 году Берт Гудрич организовал в зале Shrine Auditorium в Лос-Анджелесе соревнования «Мистер США». В них приняли участие несколько бывших «Мистеров Америка», включая Ривза. В свои 22 года и ещё не на пике своей формы, он стал вторым после известного культуриста Кленси Росса.
Неудача не обескуражила Ривза и он решил выступить на самом престижном турнире — NABBA «Мистер Вселенная» в Лондоне, в те времена конкурса Мистер Олимпия ещё не существовало. Юный Ривз проиграл титул легендарному Джону Гримеку, которому было уже 38 лет и который думал уже уходить из спорта. Желая победы, Стив отправился в Канн (Франция), и завоевал титул «Мистер Мира». В 1949 году он вновь участвует в борьбе за титул «Мистер США», но проиграл всё тем же Джону Гримеку и Кленси Россу.
24 июля 1950 году после хорошей подготовки Стив Ривз выиграл конкурс «Мистер Вселенная», победив будущую легенду бодибилдинга и кумира Арнольда Шварценеггера — Рега Парка. После этой победы Стив решил переключиться на кинематограф.
В историю бодибилдинга Стив Ривз вошел еще и как автор, забытого ныне упражнения для спины, известной как тяга Ривза  со штангой. Суть упражнения в том, что штанга берется не за гриф, а за блины, а дальше выполняется тяга штанги к поясу стоя в наклоне. В результате, нагрузка с широчайших мышц смещается на трапециевидные мышцы и на весь плечевой пояс. Помимо развития спины тяга Ривза способствует также развитию мышц предплечий и силы хвата.

### История выступлений[1]
| Год  | Турнир            | Позиция |
| ---- | ----------------- | ------- |
| 1946 | Mr. Pacific Coast | 1       |
| 1947 | Mr. Pacific Coast | 1       |
| 1947 | Mr. America       | 1       |
| 1948 | Mr. USA           | 2       |
| 1948 | Mr. World         | 1       |
| 1948 | Mr. Universe      | 2       |
| 1949 | Mr. USA           | 3       |
| 1950 | Mr. Universe      | 1       |

### Актёрская карьера
Стив Ривз стал первым широко известным в мире актёром-культуристом: он был для культуристов кумиром, каким после него стал Арнольд Шварценеггер. Благодаря мировой популярности его фильмов, главным образом двум лентам о Геркулесе, которые распространились даже за железным занавесом, многие люди впервые узнали о культуризме (бодибилдинге).
Мировую славу принесли ему 2 фильма о Геркулесе в 1957 и 1959 годах, которые облетели мир в разное время и принесли большой доход. Образ Геракла в роли Стива Ривза считается непревзойдённым. Другие известные фильмы — «Последние дни Помпеи» (1959), «Хаджи-Мурат — Белый Дьявол» (1959),«Багдадский вор» (1961), «Пират Морган» (1961), «Троянская война» (1961) и другие. Во время съёмок картины «Последние дни Помпеи» Ривз получает травму плеча, однако продолжает выполнять трюки. Усугубление травмы заставляет его прекратить карьеру бодибилдера. Перед фильмами Стиву, как и впоследствии Арнольду Шварценеггеру, приходится уточнять вес в контракте, чтобы не казаться зрителям слишком нереальным.
Свою кинокарьеру Ривз начал в США, но в конце 1950-х годов перебрался в Европу и снимался в основном в итальянских фильмах. Во многом благодаря этому Стив пользовался большей популярностью за пределами Америки.
После 1968 года Стив бросает карьеру актёра, покупает ранчо в Калифорнии и начинает заниматься лошадями и бизнесом. Уйдя из шоу-бизнеса, он всецело посвящает себя разведению лошадей. Ривз становится президентом Дома советов Моргана (англ. Morgan Horse Society) в Сан-Диего и гранд-маршалом ежегодного парада в Эскондидо.
В конце 1990-х годов были случайно найдены рукописные сведения о тренировках Стива Ривза в период до призыва в армию. Записи случайно нашёл владелец дома, где когда-то юный Ривз проводил свои занятия. Они были написаны мелом на доске, закрытой обоями, и простояли больше 50 лет нетронутыми. Журнал «Flex» опубликовал сенсационные открытия в специальной статье с фотографиями доски с тренировками.

## Фильмография
| Год  |     | Русское название                       | Оригинальное название                  | Роль                                            |
| ---- | --- | -------------------------------------- | -------------------------------------- | ----------------------------------------------- |
| 1949 | кор | —                                      | Kimbar of the Jungle                   | Кимбар                                          |
| 1951 | с   | Голливуд и его звёзды                  | Stars Over Hollywood                   | безымянная роль                                 |
| 1952 | с   | —                                      | Hollywood Opening Night                | безымянная роль                                 |
| 1953 | ф   | Джентльмены предпочитают блондинок     | Gentlemen Prefer Blondes               | член олимпийской команды                        |
| 1953 | с   | Топпер                                 | Topper                                 | Джо Манурки                                     |
| 1954 | ф   | Тюрьма Бэйт                            | Jail Bait                              | лейтенант Боб Лоуренс                           |
| 1954 | ф   | Афина                                  | Athena                                 | Эд Перкинс                                      |
| 1957 | с   | Шоу Джорджа Бернса и Грейси Аллен      | The George Burns and Gracie Allen Show | Фоли                                            |
| 1958 | ф   | Подвиги Геракла                        | Le fatiche di Ercole                   | Геракл                                          |
| 1959 | ф   | Подвиги Геракла: Геракл и царица Лидии | Ercole e la regina di Lidia            | Геракл                                          |
| 1959 | ф   | Хаджи-Мурат — Белый Дьявол             | Agi Murad il diavolo bianco            | Хаджи-Мурат                                     |
| 1959 | ф   | Ужас варваров                          | Il terrore dei barbari                 | Эмилиано                                        |
| 1959 | ф   | Последние дни Помпеи                   | Gli ultimi giorni di Pompei            | Главк                                           |
| 1959 | ф   | Гигант Марафона, или Марафонская битва | La battaglia di Maratona               | Фидиппид                                        |
| 1960 | ф   | Пират Морган                           | Morgan Il Pirata                       | Генри Морган                                    |
| 1961 | ф   | Багдадский вор                         | Il ladro di Bagdad                     | Карим                                           |
| 1961 | ф   | Троянская война                        | La guerra di Troia                     | Эней                                            |
| 1961 | ф   | Ромул и Рем                            | Romolo e Remo                          | Ромул                                           |
| 1962 | ф   | Сын Спартака                           | Il figlio di Spartacus                 | Рандус                                          |
| 1962 | ф   | Легенда об Энее                        | La leggenda di Enea                    | Эней                                            |
| 1963 | ф   | Сандокан, тигр южных морей             | Sandokan, la tigre di Mompracem        | Сандокан                                        |
| 1964 | ф   | Пираты Малайзии                        | I pirati della Malesia                 | Сандокан                                        |
| 1968 | ф   | Живу ради твоей смерти                 | Vivo per la tua morte                  | Майкл Стерджес                                  |
| 2023 | ф   | Слай Сталлоне                          | Sly                                    | В роли самого себя, хроника, в титрах не указан |

## Значение творчества Стива Ривза
Своими фильмами Стив Ривз привнёс наибольший вклад в популяризацию культуризма. Во времена Стива Ривза этот вид спорта был новым и неизвестным. Фильмы Ривза впервые показали широкой общественности человека, развившего своё тело в результате занятий культуризмом, а позже его дело продолжил Арнольд Шварценеггер.
Почти три десятилетия словосочетание «Стив Ривз» в разных странах мира было образным названием культуриста или просто сильного человека, а с середины 1980-х годов сменилось словом «Арнольд».